# Tiffany Young
Tiffany Young (koreanisch 티파니 영; * 1. August 1989 als Stephanie Hwang in San Francisco, Kalifornien, koreanisch 스테파니 황) ist eine südkoreanisch-amerikanische Sängerin der Popgruppe Girls’ Generation.

## Leben
Tiffany (티파니) wuchs in der kalifornischen Stadt Diamond Bar als Jüngste von drei Geschwistern auf. Ihr koreanischer Name lautet Hwang Mi-yeong (황미영). 2004 sang sie beim S.M. Casting System in Los Angeles den Titel „The Voice Within“ von Christina Aguilera vor und wurde so Mitglied der Agentur. Am 7. Juli 2007 wurde sie als Mitglied der neunköpfigen Gruppe Girls’ Generation vorgestellt.
Tiffany spricht sowohl ihre Muttersprache Englisch als auch Koreanisch fließend.

### Karriere
2009 veröffentlichte Tiffany zusammen mit ihren Bandkolleginnen Jessica und Seohyun unter dem Namen Roommate die Single „Oppa Nappa“ („오빠 나빠“). Zusammen veröffentlichten sie auch das Werbelied „Mabinogi (It’s Fantastic)“ für das gleichnamige Computerspiel.
Tiffany partizipierte auch an dem Soundtrack zur TV-Serie Jamyeonggo (자명고) des Senders SBS mit dem Lied „Na Honjaseo“ („나 혼자서“). Außerdem sang sie mit K.Will ein Duett mit dem Titel „Sonyeo, Sarangeul Mannada“ („소녀, 사랑을 만나다“) für seine EP Dropping the Tears (눈물이 뚝뚝; Nunmuri Ttukttuk).
Am 14. Mai 2009 erschien das Mini-Album The First Memories von The Blue, das auch den Song „Neomaneul Neukkimyeo“ („너만을 느끼며“) mit Tiffany und ihrer Bandkollegin Sooyoung enthält.
Zusammen mit Kim Hye-sung moderierte sie vom 5. November 2007 bis zum 13. Juni 2008 die Sendung Sonyeon Sonyeo Gayo Baekseo (소년소녀 가요백서) des Senders Mnet. Außerdem moderierte Tiffany zusammen mit ihrer Bandkollegin Yuri vom 4. April 2009 bis zum 31. Juli 2010 MBCs Music Core. Aufgrund des Japan-Debüts von Girls’ Generations verließen beide die Musiksendung. Am 11. Oktober 2011 kehrten die beiden nach einem Jahr und drei Monaten zu Music Core zurück und ersetzten damit miss As Suzy und T-aras Jiyeon. Am 28. Januar 2012 verließ Yuri die Show wieder um sich auf ihr erstes Drama Fashion King zu konzentrieren. Zurzeit moderiert Tiffany Music Core mit ihren Bandkolleginnen Taeyeon und Seohyun mit denen sie auch Girls’ Generations erste Sub-Gruppe, TaeTiSeo, bildet.
Am 15. Oktober 2010 wurde ihre Single „Banji“ („반지“) veröffentlicht. Der Track diente als Titellied zum interaktiven Web-Drama Haru (하루), produziert von der Korean Tourism Organization.
Vom 25. November 2011 bis zum 29. Januar 2012 spielte sie die Rolle der Carmen Diaz in der südkoreanischen Version des Musicals Fame.
2012 sang Tiffany das Lied „Because It’s You“ für das Drama Love Rain in welchem ihre Bandkollegin Yoona die Hauptrolle spielt.

### Girls’ Generation
Die südkoreanische Mädchengruppe Girls’ Generation (소녀시대; 少女時代) wurde 2007 von S.M. Entertainment gegründet. Ihr offizielles Debüt gab die Gruppe am 5. August 2007 in der Musiksendung Inkigayo. Das erste Album Girls’ Generation war das erste einer Girlgroup seit 2002, das sich in Südkorea über 100.000 Mal verkaufte. An diesen Erfolg konnte die Gruppe mit dem folgenden Album und EPs problemlos anknüpfen.
2009 gelang der Gruppe mit dem Titel „Gee“ ein Riesenerfolg. Mit dem Song stellte die Gruppe einen neuen Rekord in der KBS-Sendung Music Bank auf, indem sie neun aufeinanderfolgende Wochen den ersten Platz erreichten.
Des Weiteren sind Girls’ Generation beliebte Werbeträger und warben unter anderem für Nexon, Nintendo, dem Wasserpark Caribbean Bay, und die Stadt Seoul. Im August 2010 begann die Gruppe damit, ihre musikalischen Aktivitäten nach Japan zu verlagern.